# Castor d'Apt
Pour les articles homonymes, voir Castor.
Castor d’Apt (san Castré en provençal, Castorius en latin), né après 350 et mort en 423, a été évêque d'Apt de 410 à 423, soit jusqu'à la fin de sa vie.
Sa fête, en tant que patron de son évêché et saint de l'Église catholique est célébrée le 21 septembre.

## Biographie
Paul-Albert Février, de l'Université de Provence, tend à penser que peu d'éléments sont vraiment certifiés sur la vie de Castor. Lors d'une table ronde organisée par l'Institut de recherches et d'études sur le bas Moyen Âge avignonnais (du 5 au 7 octobre 1984), il a rappelé que, hormis une Vie sujette à caution intégrée par le chanoine Joseph-Hyacinthe Albanès dans la Gallia christiana, il n'a rien trouvé de probant sinon un texte du controversé Polycarpe de la Rivière à l'Inguimbertine de Carpentras (ms. 514, f° 191).
A contrario, cette Vita Castoris a été adoptée et soutenue par le vicaire Jean-Baptiste Paul de Terris comme source valable à la suite d'Albanès. D'après eux, elle aurait été rédigée par un proche du saint puis réécrite par l'évêque Raimond Bot (Regimundus, 1275-1303). Il y a fort à penser que Castor fut vénéré par des solennités durant le haut Moyen Âge comme l'indique un chant liturgique de la ville daté du XIe siècle et consacré à sa fête.

### Sa jeunesse
Castorius est dit originaire de Nîmes (Nemus) où il serait né vers le milieu du IVe siècle au sein d'une famille plutôt favorisée qui lui permit de suivre des études conséquentes. À la mort de son père, il rejoint sa mère à Arles qui était alors préfecture des Gaules, et le jeune rhéteur qu'il est devenu commença à exercer le métier d'avocat. Il aurait eu pour frère Léonce (Leontius) qui deviendra évêque de Fréjus et saint (fête le 1er décembre).

### Sa vie érémétique
Il épousa, en 395, une « belle arlésienne » dont la famille originaire du Luberon y possédait de nombreux domaines. La légende veut que le couple, avec leur fille Perculiarita, ait choisi la vie monacale.
Certains hagiographes expliquent qu'ils auraient vécu reclus près de Sabran (Gard), au mas Saint-Castor près de Mégier, d'autres affirment qu'il se serait retiré près de Ménerbes où il aurait fondé à Manancha un monasteriolum (monastère) dit de Mananque, et placé sous le vocable de beati Faustinus (saint Faustin, l'évêque de Lyon).

### Les traces toponymiques de Castorius en Luberon
À Ménerbes, dans une grotte, une source ferrugineuse nommée San Castré rappelle encore le souvenir du futur évêque d'Apt. De plus, un lieu-dit, au quartier du Levant, dénommé « Pied de Moustier » (Podium Monasterium), marque le lieu d'implantation du monastère Saint-Faustin de Manancha détruit en 576 par des hordes de Saxons et de Lombards.

### Son épiscopat à Apt
Vers 410, à la mort de l'évêque Quentin (Quintinus), il fut choisi par la communauté des fidèles pour monter sur le siège épiscopal d'Apt. Ami de Jean Cassien, le fondateur de l'Abbaye Saint-Victor de Marseille, en 416, il lui demanda de rédiger ses Institions Cénobitiques et ses Conférences sur la formation des cénobites dont la 9e Conférence sur la prière.
On peut penser que Jean Cassien, qui le nommait « homme de toutes les vertus et de toutes les sciences » ne fut pas étranger à ce choix.
La tradition veut que dès le début de son épiscopat, il ait fondé à Apt un couvent dédié à saint Baché. Deux ans plus tard, les Barbares déferlèrent sur la Provincia dispersant la communauté chrétienne du pagus Aptensis.

## Miracles
Plusieurs miracles lui sont attribués :
En compagnie du diacre Largus, il aurait rallié son monastère depuis Apt par une nuit d'orage sans que ses vêtements soient mouillés. 
Un sanglier blessé poursuivit par des chiens et des chasseurs aurait été épargné en trouvant refuge sous son manteau.
Castor avait l’habitude de prier la nuit avec l’impression assez nette d’être visité par des anges. Il demanda à son proche entourage à qui il s’était confié de ne le dire à personne. Ce qui ne fut pas le cas d’un sous-diacre qui mourut peu après la divulgation.
Une année, Castor voulut délivrer des prisonniers, sans doute injustement condamnés, et d’autres afin de les convertir pour les faire participer à la Semaine pascale. Comme le juge refusa d’en libérer ne serait-ce qu’un seul, l’évêque décida d’une procession jusqu’à la prison devant laquelle il se mit à prier invitant le groupe à faire de même. Au bout d’un long moment sans que personne désire partir, les portes s’ouvrirent et les chaînes des prisonniers se brisèrent. Ce miracle permit la construction d’un oratoire (oratorium) dédié au Sauveur sur l’emplacement de la prison située à priori près de la Tour de l’Horloge actuelle. Une charte, non datée, fait état de deux donateurs, Georges et Deda, qui ont prié afin d’obtenir le retour de leur fils détenu.

## Postérité
Présent au concile provincial de Valence en 419, il mourut en paix quelques années plus tard à la fin du règne de l’empereur Flavius Honorius entouré de son clergé, quelques-uns de ses moines ainsi que d'homologues voisins. Son corps fut déposé dans l'oratoire qu'il dédia au Sauveur situé dans la partie méridionale de l'église d'Apt et qui prit le nom de Sainte-Marie et Saint-Castor.
Ses reliques furent par la suite transférées en 1179 dans la nouvelle cathédrale voulue par l'évêque Alfant et déposées dans la crypte supérieure par ses soins ou par l'évêque Pierre de Saint-Paul (1162-1182).
L'Histoire littéraire de la France lui consacre un chapitre.